# Nivkh
Os Nivkh (também Nivkhs, Nivkhi, ou Gilyak, нивхгу) são povos indígenas que habitam a parte norte da ilha de Sacalina. São pescadores, caçadores e criadores de cães.

## Literatura
- Chekhov, Anton Pavlovich, and Brian Reeve. (1993) A Journey to Sakhalin. Cambridge: Ian Faulkner. ISBN 1-85763-005-X
- Grant, Bruce (1995) In the Soviet House of Culture. Princeton, New Jersey: Princeton University Press. ISBN 0-691-03722-1
- Taksami, Ch. M (1967) Nivkhi: Sovremennoe Khoziaistvo, Kul'tura i Byt. [The Nivkhs: Contemporary Economy, Culture, and Way of Life]. (em russo) Leningrad: Nauka